# Aha ha
Aha ha (лат.) — вид песочных ос из подсемейства Crabroninae (триба Miscophini).

## Распространение
Западная Австралия: Kununurra.

## Описание
Вид ос был описан из Австралии американским энтомологом Arnold Menke в 1977 году. Название было дано после того, как учёный распечатал пакет с двумя осами от коллеги и, увидев новых насекомых, воскликнул: «Aha!» (Эврика!) . Новый вид стал типовым для рода Aha (itis — 768299), в котором одновременно был описан и второй вид — Aha evansi Menke, 1977. То же название было использовано и на регистрационном номере автомобиля энтомолога.